# La Nouvelle Atlantide
La Nouvelle Atlantide (New Atlantis) est une nouvelle philosophique importante de Francis Bacon écrite vers 1624 et parue de manière posthume en 1627.
Depuis sa parution, ce roman utopiste se classe, parmi les meilleures ventes en anglais, latin et français. Dès sa parution, des éditions sont disponibles dans pratiquement tous les pays industrialisés ou en voie de l’être, dans des éditions courantes.

## Thème
L'ouvrage décrit une île, Bensalem, qui est gouvernée par une société philosophique savante : la Maison de Salomon.

## Postérité
La parution de cet ouvrage aurait inspiré la création de la Royal Society.

## Influences sur l'œuvre
Le laboratoire de Cornelis Drebbel aurait servi de modèle à la Maison de Salomon. Certains des travaux de Bernard Palissy auraient inspiré certains des travaux décrits pour la Maison de Salomon.

## Analyses
La Maison de Salomon contrôle et punit, agissant comme un corps social, ses savants ne révélant pas nécessairement leurs découvertes à l'État. Leur savoir fondamental consiste à pouvoir séparer le vrai du faux dans les domaines scientifique et religieux. De même, elle sait distinguer entre les lois de la nature et les miracles divins, ainsi dans la scène de l'arrivée de l'Arche, la Révélation prend l'allure d'une colonne car elle est donnée tout entière d'un seul coup au contraire d'une pyramide, symbole réservé aux sciences en tant qu'elles progressent. Dans l'île, la classe de la noblesse est constituée de savants. L'île de Bensalem a cessé tout commerce avec le reste du monde sauf en ce qui concerne le savoir et le savoir-faire.

## Interprétations
L'intention de Francis Bacon avec cette nouvelle aurait été de séduire le Roi d'Angleterre et les décideurs de l'époque afin d'obtenir un financement pour son projet d'Institut des Sciences et des Techniques.

Pour l'essayiste Paul Copin-Albancelli, ce roman est une étude décrivant une île dont les habitants sont gouvernés par une société secrète créant des filiales à l'étranger dans des nations rivales aux fins de renseignement afin de profiter de l'une ou l'autre nation à un moment donné en état d'infériorité. Il y voit une origine possible de la franc-maçonnerie spéculative faisant son apparition en Angleterre moins de 20 ans après la publication de cet ouvrage, et manifestant certains des caractères indiqués dans le livre de Bacon, comme d'affecter un but d'étude mais de s'occuper de politique.

Pour Michèle Le Dœuff, citant Frances Yates dans son livre The Rosicrucian Enlightenment, ce seraient les Rose-Croix qui se seraient inspirés d'un autre ouvrage de Bacon The Advancement of Learning. Cette société de clercs aurait donc la même origine philosophique que les Académies nationales fondées au XVIIe siècle. Dans la Nouvelle Atlantide, la croix-rouge apparaissant sur le turban de l'Intendant, en plus de constituer une Croix de saint Georges et de figurer au centre de l'emblème de l'ordre de la Jarretière, peut constituer une allusion à l'ordre des Rose-Croix.

## Extrait
« Sachez, mes amis, que parmi les choses excellentes accomplies par ce roi, il en est une qui surpasse toutes les autres. Ce fut la création et l'institution d'un Ordre ou Société que nous appelons la Maison de Salomon – la plus noble fondation, selon nous, qui fût jamais sur terre, et le flambeau de ce royaume. Elle est consacrée à l'étude des œuvres et des créations de Dieu. Certains pensent qu'elle porte le nom quelque peu déformé de son fondateur, comme si ce devait être la Maison de Solamona. Mais dans les archives le nom est écrit comme il se prononce, de telle sorte que je suis enclin à penser qu'elle fut ainsi nommée en mémoire du Roi des Hébreux, célèbre chez vous, et qui n'est pas un inconnu pour nous non plus.
— Francis Bacon »